# Classifica dei marcatori della Serie B

Stefan Schwoch, miglior realizzatore di serie B con 135 gol tra il 1996 e il 2008

La presente voce riporta la classifica dei primi cinquanta marcatori (al lordo di eventuali ex aequo) della storia del campionato italiano di serie B.
La statistica tiene conto dei campionati a partire dalla stagione 1929-30 compresi i multigirone 1933-34, 1934-35, 1946-47 e 1947-48, ma non del campionato di seconda divisione Alta Italia 1945-46.
Sono anche indicati, in apposita tabella, i venti calciatori in attività per marcature in serie B e, per ogni club, il miglior marcatore durante il periodo di militanza in serie B.
In grassetto sono riportati i calciatori militanti in Serie B alla data di più recente aggiornamento.

## Classifica
Aggiornamenti al 15 giugno 2025.

### Generale
| #  | Nome                | Reti | Incontri | Media | Stagioni                                                                        | Reti per club                                                                                               |
| -- | ------------------- | ---- | -------- | ----- | ------------------------------------------------------------------------------- | --- |
| 1  | Stefan Schwoch      | 135  | 380      | 0,36  | 1996-1998 1999-2008                                                             | 8 Ravenna 17 Venezia 28 Napoli 8 Torino 74 Vicenza                                                          |
| 1  | Massimo Coda        | 135  | 315      | 0,43  | 2007-2008 2015-2017 2018-2020 2020-                                             | 31 Salernitana 28 Benevento 42 Lecce 10 Genoa 16 Cremonese 8 Sampdoria                                      |
| 3  | Daniele Cacia       | 134  | 345      | 0,39  | 2000-2001 2002-2003 2003-2005 2005-2008 2009-2013 2014-2015 2015-2017 2017-2018 | 52 Piacenza 4 Reggina 11 Padova 24 Verona 11 Bologna 29 Ascoli 3 Cesena                                     |
| 4  | Andrea Caracciolo   | 132  | 283      | 0,47  | 2008-2010 2012-2018                                                             | 132 Brescia                                                                                                 |
| 5  | Giovanni Costanzo   | 130  | 223      | 0,58  | 1934-1937 1940-1943 1946-1947                                                   | 14 Cremonese 28 Livorno 63 Spezia 25 Biellese                                                               |
| 6  | Antonio De Vitis    | 124  | 316      | 0,39  | 1985 1986-1989 1990-1993 1994-1996 1997-1999                                    | 1 Palermo 28 Taranto 16 Udinese 47 Piacenza 32 Verona                                                       |
| 7  | Francesco Tavano    | 119  | 274      | 0,43  | 2001-2002 2004-2005 2008-2009 2010-2014 2015-2016                               | 82 Empoli 34 Livorno 3 Avellino                                                                             |
| 8  | Federico Dionisi    | 118  | 381      | 0,31  | 2009-2013 2014-2015 2016-2018 2019-2024                                         | 10 Salernitana 35 Livorno 52 Frosinone 20 Ascoli 1 Ternana                                                  |
| 9  | Francesco Caputo    | 117  | 300      | 0,39  | 2008-2010 2011-2018                                                             | 47 Bari 6 Salernitana 3 Siena 35 Virtus Entella 26 Empoli                                                   |
| 10 | Dario Hübner        | 116  | 234      | 0,50  | 1992-1997 1998-2000                                                             | 74 Cesena 42 Brescia                                                                                        |
| 11 | Marco Ferrante      | 114  | 324      | 0,35  | 1990-1992 1994-1995 1995-1996 1996-1999 2000-2001 2003-2005 2006-2007           | 5 Reggiana 13 Pisa 3 Perugia 6 Salernitana 78 Torino 5 Catania 1 Pescara 3 Verona                           |
| 12 | Marco Romano        | 112  | 149      | 0,75  | 1931-1936 1937-1938                                                             | 41 Comense 71 Novara                                                                                        |
| 13 | Vinicio Viani       | 110  | 148      | 0,74  | 1935-1936 1939-1940 1942-1943 1946-1948                                         | 34 Lucchese 35 Livorno 16 Napoli 25 Viareggio                                                               |
| 14 | Matteo Ardemagni    | 109  | 360      | 0,30  | 2008-2011 2012-2013 2014-2016 2016-2022                                         | 2 Triestina 22 Cittadella 1 Atalanta 3 Padova 28 Modena 4 Carpi 17 Perugia 20 Avellino 11 Ascoli 1 Reggiana |
| 15 | Roberto Paci        | 108  | 285      | 0,38  | 1990-1999                                                                       | 105 Lucchese 3 Reggiana                                                                                     |
| 16 | Emanuele Calaiò     | 107  | 289      | 0,37  | 2000-2001 2002-2003 2003-2005 2006-2007 2010-2011 2014-2016 2017-2018 2019      | 2 Torino 2 Ternana 2 Messina 27 Pescara 14 Napoli 18 Siena 18 Catania 9 Spezia 13 Parma 2 Salernitana       |
| 17 | Denis Godeas        | 105  | 333      | 0,32  | 1994-1995 2000 2001-2002 2003-2006 2007-2011                                    | 15 Messina 1 Bari 46 Triestina 43 Mantova                                                                   |
| 18 | Cosimo Francioso    | 103  | 250      | 0,41  | 1988-1989 1991 1993-1994 1996-2002                                              | 1 Avellino 8 Ravenna 15 Lecce 14 Monza 65 Genoa                                                             |
| 19 | Igor Protti         | 100  | 263      | 0,38  | 1989-1994 1998-1999 2002-2004                                                   | 31 Messina 15 Bari 7 Reggiana 47 Livorno                                                                    |
| 20 | Walter D'Odorico    | 99   | 195      | 0,51  | 1930-1932 1934-1935 1939-1943 1946-1948                                         | 81 Udinese 18 Padova                                                                                        |
| 21 | Salvatore Bruno     | 98   | 310      | 0,32  | 1999 2002-2003 2004-2005 2005-2006 2007-2014                                    | 10 Ascoli 5 Bari 2 Catania 3 Torino 13 Brescia 50 Modena 8 Sassuolo 7 Juve Stabia                           |
| 21 | Daniele Vantaggiato | 98   | 330      | 0,30  | 2002-2003 2004-2011 2012-2016 2021                                              | 9 Crotone 7 Bari 5 Pescara 25 Rimini 4 Parma 18 Padova 30 Livorno                                           |
| 23 | Nicola Caccia       | 97   | 269      | 0,36  | 1988-1989 1991-1992 1993-1995 1998-2001 2003-2005                               | 2 Empoli 3 Modena 24 Ancona 33 Atalanta 23 Piacenza 12 Genoa                                                |
| 23 | Pablo Granoche      | 97   | 285      | 0,34  | 2004-2009 2012-2016 2016-2018                                                   | 31 Triestina 6 Varese 2 Padova 5 Cesena 35 Modena 18 Spezia                                                 |
| 25 | Gionatha Spinesi    | 96   | 212      | 0,45  | 1997-1998 2001-2006                                                             | 8 Castel di Sangro 43 Bari 22 Arezzo 23 Catania                                                             |
| 26 | Virginio De Paoli   | 95   | 244      | 0,45  | 1960-1965 1968-1969 1970-1972                                                   | 9 Venezia 86 Brescia                                                                                        |
| 26 | Davide Possanzini   | 95   | 336      | 0,28  | 1999 2001-2005 2005-2010                                                        | 9 Reggina 6 Sampdoria 3 Catania 19 AlbinoLeffe 58 Brescia                                                   |
| 28 | Ettore Bertoni      | 94   | 186      | 0,51  | 1947-1951 1954-1956                                                             | 10 Parma 45 Brescia 25 Legnano 11 Pavia 3 Bari                                                              |
| 28 | Gigi Marulla        | 94   | 377      | 0,25  | 1985-1997                                                                       | 23 Genoa 10 Avellino 61 Cosenza                                                                             |
| 30 | Mirco Antenucci     | 93   | 262      | 0,36  | 2009-2010 2011-2012 2012-2014 2016-2017 2022-2023                               | 1 Pisa 24 Ascoli 16 Torino 6 Spezia 19 Ternana 18 SPAL 9 Bari                                               |
| 30 | Italo Carminati     | 93   | 306      | 0,30  | 1956-1967 1968-1969                                                             | 24 Monza 13 Messina 13 Como 43 Padova                                                                       |
| 32 | Camillo Ciano       | 92   | 350      | 0,26  | 2011-2018 2019-2023                                                             | 27 Crotone 3 Avellino 2 Padova 26 Cesena 29 Frosinone 5 Benevento                                           |
| 33 | Alfredo Donnarumma  | 91   | 254      | 0,36  | 2013-2014 2015-2019 2020-                                                       | 3 Cittadella 18 Salernitana 21 Empoli 32 Brescia 15 Ternana 2 Catanzaro                                     |
| 33 | Massimo Marazzina   | 91   | 263      | 0,35  | 1995-2000 2004-2005 2006-2008                                                   | 5 Foggia 29 Chievo 14 Torino 43 Bologna                                                                     |
| 33 | Massimo Margiotta   | 91   | 344      | 0,26  | 1993-1997 1998-1999 2001-2003 2004-2010                                         | 7 Pescara 7 Lecce 10 Reggiana 51 Vicenza 4 Piacenza 12 Frosinone                                            |
| 36 | Edi Bivi            | 90   | 274      | 0,33  | 1983-1985 1986-1992 1993-1994                                                   | 13 Catanzaro 21 Bari 10 Triestina 14 Cremonese 10 Monza 22 Pescara                                          |
| 37 | Cristian Bucchi     | 89   | 266      | 0,33  | 2001-2004 2004-2007 2008-2010 2011                                              | 10 Vicenza 9 Ternana 2 Catania 1 Cagliari 20 Ascoli 29 Modena 8 Napoli 5 Bologna 4 Cesena 1 Pescara         |
| 38 | Mauro Gibellini     | 87   | 262      | 0,33  | 1976-1977 1978-1982 1982-1986                                                   | 33 SPAL 13 Verona 6 Bologna 10 Como 12 Perugia 13 Cesena                                                    |
| 39 | Davide Dionigi      | 86   | 280      | 0,30  | 1991-1992 1993-1994 1995 1996-1997 1999-2001 2001-2004 2005-2007                | 1 Modena 3 Como 35 Reggina 12 Sampdoria 27 Napoli 4 Bari 3 Ternana 1 Spezia                                 |
| 40 | Marco Carparelli    | 84   | 286      | 0,30  | 1995-1996 1997-1998 2000-2003 2004 2005-2006 2007-2009                          | 7 Torino 42 Genoa 12 Como 15 Cremonese 7 Grosseto 1 Cittadella                                              |
| 41 | Simone Tiribocchi   | 83   | 258      | 0,32  | 1995-1996 1996-1998 2000-2001 2002-2004 2007-2008 2010-2011 2012-2013           | 24 Siena 3 Ancona 11 Torino 28 Lecce 14 Atalanta 3 Pro Vercelli                                             |
| 41 | Federico Giampaolo  | 83   | 391      | 0,21  | 1992-1993 1993-1994 1994-1998 1999-2002 2003-2005 2005-2007                     | 5 Verona 1 Palermo 56 Pescara 10 Genoa 5 Cosenza 1 Modena 5 Crotone                                         |
| 43 | Riccardo Zampagna   | 82   | 225      | 0,36  | 2000-2004 2006 2008-2010                                                        | 10 Cosenza 7 Siena 17 Messina 20 Ternana 6 Atalanta 6 Vicenza 16 Sassuolo                                   |
| 43 | Leonardo Mancuso    | 82   | 270      | 0,30  | 2014-2015 2017-2021 2022-                                                       | 28 Pescara 33 Empoli 1 Monza 6 Como 4 Palermo 10 Mantova                                                    |
| 43 | Achille Fraschini   | 82   | 346      | 0,24  | 1953-1955 1956-1962 1963-1965 1966-1969                                         | 23 Brescia 21 Monza 12 Messina 14 Napoli 12 Padova                                                          |
| 46 | Marco Sansovini     | 81   | 229      | 0,35  | 2008-2009 2010-2016                                                             | 15 Grosseto 33 Pescara 21 Spezia 8 Novara 4 Virtus Entella                                                  |
| 46 | Ferdinando Sforzini | 81   | 267      | 0,30  | 2005-2009 2011-2013 2013-2016                                                   | 5 Verona 5 Modena 2 Vicenza 9 Ravenna 41 Grosseto 7 Avellino 2 Pescara 4 Latina 6 Virtus Entella            |
| 48 | Sandro Tovalieri    | 80   | 253      | 0,32  | 1983-1985 1987-1988 1990-1994 1997-1998 1998-1999                               | 10 Pescara 14 Arezzo 22 Ancona 23 Bari 10 Perugia 1 Ternana                                                 |
| 48 | Samuel Di Carmine   | 80   | 338      | 0,24  | 2009-2014 2015-2019 2021-2022 2022-2023                                         | 2 Gallipoli 14 Cittadella 6 Juve Stabia 42 Perugia 3 Virtus Entella 8 Verona 5 Cremonese                    |
| 50 | Claudio Bellucci    | 79   | 168      | 0,47  | 1996-1997 1998-2000 2005-2007 2010-2011                                         | 20 Venezia 12 Napoli 44 Bologna 3 Modena                                                                    |
| 50 | Edoardo Artistico   | 79   | 241      | 0,33  | 1992-1996 1996-1999 2000-2002 2005                                              | 12 Monza 2 Pescara 26 Ancona 18 Salernitana 14 Torino 5 Crotone 1 Napoli 1 Verona                           |
| 50 | Luigi Beghetto      | 79   | 318      | 0,25  | 1994 1995-2001 2003-2005 2006-2009                                              | 5 Fidelis Andria 2 Genoa 3 Pescara 46 Treviso 1 Cagliari 22 Piacenza                                        |

### Giocatori in attività
Classifica relativa ai migliori 20 marcatori in attività a tutta la stagione di serie B 2024-25.
| #  | Nome                | Reti | Pres. | Media | Stagioni                                          | Reti per club                                                                              |
| -- | ------------------- | ---- | ----- | ----- | ------------------------------------------------- | ------------------------------------------------------------------------------------------ |
| 1  | Massimo Coda        | 135  | 314   | 0,43  | 2007-2008 2015-2017 2018-2020 2020-               | 31 Salernitana 28 Benevento 42 Lecce 10 Genoa 16 Cremonese 8 Sampdoria                     |
| 2  | Leonardo Mancuso    | 82   | 270   | 0,30  | 2014-2015 2017-2021 2022-                         | 28 Pescara 33 Empoli 1 Monza 6 Como 4 Palermo 10 Mantova                                   |
| 3  | Stefano Pettinari   | 70   | 367   | 0,19  | 2010-2011 2011-2016 2017-2019 2019-2020 2020-     | 17 Crotone 1 Latina 15 Pescara 2 Como 10 Ternana 17 Trapani 4 Lecce 1 Benevento 3 Reggiana |
| 4  | Pietro Iemmello     | 66   | 183   | 0,36  | 2012-2014 2016 2018-2020 2021-2022 2023-          | 5 Pro Vercelli 1 Novara 7 Foggia 19 Perugia 3 Frosinone 31 Catanzaro                       |
| 5  | Andrea La Mantia    | 65   | 232   | 0,28  | 2009-2010 2016-2019 2020-2021 2022-2024 2024-     | 9 Pro Vercelli 12 Virtus Entella 17 Lecce 13 Empoli 5 SPAL 8 Feralpisalò 1 Catanzaro       |
| 6  | Gianluca Lapadula   | 63   | 119   | 0,53  | 2012-2013 2015-2016 2021-2023 2025-               | 27 Pescara 11 Benevento 21 Cagliari 4 Spezia                                               |
| 7  | Gennaro Tutino      | 61   | 204   | 0,30  | 2014-2015 2015-2016 2018-2019 2020-               | 30 Cosenza 3 Empoli 13 Salernitana 7 Parma 3 Palermo 5 Sampdoria                           |
| 7  | Ernesto Torregrossa | 61   | 229   | 0,27  | 2014-2019 2020-2021 2022-                         | 8 Crotone 3 Trapani 32 Brescia 15 Pisa 3 Carrarese                                         |
| 9  | Gabriele Moncini    | 54   | 188   | 0,29  | 2013-2014 2015-2016 2017-2018 2019 2020 2021-2025 | 8 Cesena 12 Cittadella 10 Benevento 9 SPAL 15 Brescia                                      |
| 10 | Davide Diaw         | 51   | 196   | 0,26  | 2016-2018 2019-2024 2025                          | 6 Virtus Entella 15 Cittadella 10 Pordenone 1 Monza 7 Vicenza 10 Modena 2 Bari             |
| 11 | Joel Pohjanpalo     | 50   | 84    | 0,60  | 2022-2024 2025-                                   | 41 Venezia 9 Palermo                                                                       |
| 12 | Roberto Insigne     | 47   | 255   | 0,18  | 2015-2016 2017-2019 2021-                         | 5 Avellino 1 Latina 5 Parma 22 Benevento 8 Frosinone 6 Palermo                             |
| 13 | Matteo Brunori      | 46   | 147   | 0,31  | 2019-2020 2020-2021 2022-                         | 3 Virtus Entella 43 Palermo                                                                |
| 13 | Alberto Cerri       | 46   | 175   | 0,26  | 2014-2017 2017-2018 2021-2024 2025-               | 4 Virtus Lanciano 3 Cagliari 1 SPAL 15 Perugia 20 Como 3 Salernitana                       |
| 15 | Franco Vázquez      | 41   | 150   | 0,28  | 2013-2014 2021-2025                               | 4 Palermo 25 Parma 12 Cremonese                                                            |
| 16 | Simy                | 40   | 127   | 0,31  | 2018-2020 2022-2023 2024-                         | 34 Crotone 1 Parma 5 Salernitana                                                           |
| 17 | Luca Vido           | 39   | 205   | 0,19  | 2017 2018-                                        | 6 Cittadella 10 Perugia 9 Pisa 3 Cremonese 3 SPAL 1 Palermo 7 Reggiana                     |
| 18 | Mattia Valoti       | 38   | 144   | 0,26  | 2010-2011 2015-2017 2020-2022 2023-2024 2025      | 1 Pescara 3 Verona 11 SPAL 10 Monza 10 Pisa 3 Cremonese                                    |
| 18 | Ahmad Benali        | 38   | 294   | 0,13  | 2012-2016 2017-2018 2018-2020 2021-               | 13 Brescia 8 Pescara 14 Crotone 1 Pisa 2 Bari                                              |
| 20 | Manuel De Luca      | 37   | 150   | 0,25  | 2019-2022 2023-2025                               | 3 Virtus Entella 6 Chievo 10 Perugia 10 Sampdoria 8 Cremonese                              |
| 20 | Stefano Moreo       | 37   | 262   | 0,14  | 2015 2016 2017-2025                               | 3 Venezia 6 Palermo 4 Empoli 11 Brescia 13 Pisa                                            |

### Marcatori per un unico club
Dieci maggior realizzatori con un solo club.
| #  | Nome              | Reti | Pres. | Media | Stagioni                      | Reti per club |
| -- | ----------------- | ---- | ----- | ----- | ----------------------------- | ------------- |
| 1  | Andrea Caracciolo | 132  | 284   | 0,46  | 2008-2010 2012-2018           | Brescia       |
| 2  | Roberto Paci      | 105  | 276   | 0,38  | 1990-1999                     | Lucchese      |
| 3  | Virginio De Paoli | 86   | 215   | 0,32  | 1961-1965 1968-1969 1970-1972 | Brescia       |
| 4  | Francesco Tavano  | 82   | 176   | 0,47  | 2001-2002 2004-2005 2011-2014 | Empoli        |
| 5  | Walter D'Odorico  | 81   | 165   | 0,49  | 1930-1932 1939-1943 1946-1948 | Udinese       |
| 6  | Marco Ferrante    | 78   | 146   | 0,53  | 1996-1999 2000-2001 2003-2004 | Torino        |
| 7  | Aldo Boffi        | 76   | 134   | 0,57  | 1933-1935 1946-1949 1950-1951 | Seregno       |
| 8  | Dario Hübner      | 74   | 166   | 0,45  | 1992-1997                     | Cesena        |
| 8  | Stefan Schwoch    | 74   | 220   | 0,34  | 2001-2008                     | Vicenza       |
| 10 | Sergio Sega       | 73   | 224   | 0,40  | 1946-1952 1954-1955           | Verona        |